# جورج فيتش
جورج فيتش (بالإنجليزية: George Helgesen Fitch)‏ هو سياسي أمريكي، ولد في 5 يونيو 1877 في الولايات المتحدة، وتوفي في 9 أغسطس 1915 في نفس البلد. انتخب عضو مجلس نواب إلينوي.